# The Busy Beavers
The Busy Beavers (bra: Os Castores Ocupados) é um curta-metragem de animação lançado em 1931, como parte da série Silly Symphonies. Foi dirigido por Burt Gillett e produzido por Walt Disney.